# Handball-Europameisterschaft der Männer 2028/Qualifikation
Die Qualifikation zur Teilnahme an der Handball-Europameisterschaft der Männer 2028 begann im November 2021 mit dem Zuschlag der Ausrichtung der Europameisterschaft und endet mit dem Abschluss der Qualifikationsspiele.
24 Mannschaften können am Turnier teilnehmen. Traditionell gesetzt sind die drei Gastgeber sowie der Sieger, der Zweitplatzierte und der Drittplatzierte der vorhergehenden Europameisterschaft. Somit stehen für das Turnier 2024 noch 18 Plätze zur Verfügung.

## Gastgeber
Als Gastgebernationen sind die Auswahlen aus Spanien, Portugal und der Schweiz gesetzt.

## Europameisterschaft 2026
Bei der Europameisterschaft 2026 werden drei Teilnehmer ermittelt. Startberechtigt sind grundsätzlich die besten drei Teams; sollte dabei ein schon als Gastgeber qualifiziertes Team sein rückt automatisch der Nächstplatzierte nach.

## Qualifikationsspiele
In den europäischen Qualifikationsspielen werden weitere 18 Teilnehmer ermittelt.

### Phase 1 der Qualifikationsspiele
Die Phase 1 bezeichnete erste Runde der Qualifikationsspiele wurde vom 10. bis 12. Januar 2025 in Warna ausgetragen. Die Teams aus Zypern, Bulgarien, Malta und aus dem Vereinigten Königreich ermittelten in einem Turnier mit Spielen jeder gegen jeden zwei Mannschaften, die an der nächsten Runde, den Relegationsspielen, teilnehmen. Das britische Team gewann das Turnier der Phase 1 vor Zypern.
| Pl. | Land                   | Sp. | S | U | N | Tore     | Diff. | Punkte |
| --- | ---------------------- | --- | - | - | - | -------- | ----- | ------ |
| 1.  | Vereinigtes Königreich | 3   | 2 | 1 | 0 | 092:670  | +25   | 5      |
| 2.  | Zypern                 | 3   | 2 | 0 | 1 | 091:670  | +24   | 4      |
| 3.  | Bulgarien              | 3   | 1 | 1 | 1 | 078:620  | +16   | 3      |
| 4.  | Malta                  | 3   | 0 | 0 | 3 | 045:1100 | −65   | 0      |

|                        | Vereinigtes Konigreich | Zypern Republik | Bulgarien | Malta |
| ---------------------- | ---------------------- | --------------- | --------- | ----- |
| Vereinigtes Konigreich | •                      | X               | X         | 37:14 |
| Zypern Republik        | 26:28                  | •               | 22:21     | X     |
| Bulgarien              | 27:27                  | X               | •         | 30:13 |
| Malta                  | X                      | 18:43           | X         | •     |

Bester Torschütze des Turniers wurde Nikolaos Karkalator (Zypern) mit 19 Toren. Auf Platz 2 kam Francisco Pereira (Großbritannien) mit 17 Treffern, auf Platz 3 Swetlin Dimitrow (Bulgarien) mit zwölf Toren.

### Relegationsrunde
An der Relegationsrunde im Januar 2026 nehmen sechs Mannschaften teil. Qualifiziert dazu sind:
- der Sieger und der Zweitplatzierte der Phase 1 der Qualifikation[4] (Großbritannien und Zypern)[2][5]
- das beste, noch nicht anders qualifizierte europäische Teams der IHF Emerging Nations Championship 2025 (Bulgarien)[5]
- die letzten drei Mannschaften im Ranking der Viertplatzierten in der Qualifikation zur Europameisterschaft 2026[5] (Lettland, Estland, Türkei)

Für die Runde wurden am 26. Juni 2025 die Paarungen der Mannschaften aus Lostopf 1 (Lettland, Estland, Türkei) gegen die Mannschaften aus Lostopf 2 (Großbritannien, Zypern, Bulgarien) ausgelost.
|                        |          | Hinspiel                   | Rückspiel                    | Tore |
| ---------------------- | -------- | -------------------------- | ---------------------------- | ---- |
| Bulgarien              | Türkei   | : (:) (7./8.1.2026, n. n.) | : (:) (10./11.1.2026, n. n.) | :    |
| Zypern                 | Estland  | : (:) (7./8.1.2026, n. n.) | : (:) (10./11.1.2026, n. n.) | :    |
| Vereinigtes Königreich | Lettland | : (:) (7./8.1.2026, n. n.) | : (:) (10./11.1.2026, n. n.) | :    |

### Phase 2 der Qualifikationsspiele
An der Phase 2 der Qualifikationsrunde nehmen 32 Mannschaften teil, die in acht Gruppen zu je vier Teams jeder gegen jeden mit Hin- und Rückspiel spielen.
Qualifiziert für diese Runde sind:
- die letzten vier im Ranking der Drittplatzierten (Litauen, Griechenland, Finnland und Belgien) sowie die besten vier im Ranking der Viertplatzierten (Israel, Kosovo, Bosnien und Herzegowina, Luxemburg) in der Qualifikation zur Europameisterschaft 2026
- die Sieger aus der Relegationsrunde
- Teams, die an der Europameisterschaft 2026 teilgenommen haben und nicht direkt qualifiziert waren

## Vorbereitungsspiele (EHF Euro Cup)
Die Mannschaften der Gastgeberverbände der Europameisterschaft 2028 (Spanien, Portugal, Schweiz) und der amtierende Europameister tragen zur Vorbereitung auf das Turnier den EHF Euro Cup aus.
| Pl. | Land     | Sp. | S | U | N | Tore  | Diff. | Punkte |
| --- | -------- | --- | - | - | - | ----- | ----- | ------ |
| 1.  | Spanien  | 0   | 0 | 0 | 0 | 00:00 | ±0    | 0      |
| 2.  | Portugal | 0   | 0 | 0 | 0 | 00:00 | ±0    | 0      |
| 3.  | Schweiz  | 0   | 0 | 0 | 0 | 00:00 | ±0    | 0      |
| 4.  | n. n.    | 0   | 0 | 0 | 0 | 00:00 | ±0    | 0      |

|          | Spanien | Portugal | Schweiz | n. n. |
| -------- | ------- | -------- | ------- | ----- |
| Spanien  | X       | :        | :       | :     |
| Portugal | :       | X        | :       | :     |
| Schweiz  | :       | :        | X       | :     |
| n. n.    | :       | :        | :       | X     |

## Teilnehmende Nationen
Folgende Mannschaften sind für die Endrunde vom 13. bis 30. Januar bis 1. Februar 2026 qualifiziert:
| Mannschaft aus | Qualifiziert als | Datum der Qualifikation | Bisherige Teilnahmen an den 17 Europameisterschaften von 1994 bis 2026 | Bisherige Teilnahmen an den 17 Europameisterschaften von 1994 bis 2026                         | Bisherige Teilnahmen an den 17 Europameisterschaften von 1994 bis 2026 |
| Mannschaft aus | Qualifiziert als | Datum der Qualifikation | Anzahl                                                                 | Austragung                                                                                     | Titel                                                                  |
| -------------- | ---------------- | ----------------------- | ---------------------------------------------------------------------- | ---------------------------------------------------------------------------------------------- | ---------------------------------------------------------------------- |
| Spanien        | Gastgeber        | 20. November 2021       | 17                                                                     | 1994, 1996, 1998, 2000, 2002, 2004, 2006, 2008, 2010, 2012, 2014, 2016, 2018, 2020, 2022, 2026 | 2 (2018, 2020)                                                         |
| Portugal       | Gastgeber        | 20. November 2021       | 09                                                                     | 1994, 2000, 2002, 2004, 2006, 2020, 2022, 2024, 2026                                           | 0                                                                      |
| Schweiz        | Gastgeber        | 20. November 2021       | 06                                                                     | 2002, 2004, 2006, 2020, 2024, 2026                                                             | 0                                                                      |